# Кунстман, Елизавета Владимировна
Елизавета Владимировна Кунстман (родилась 6 августа 1998 года в Копейске) — российская волейболистка сидя, игрок «ЦСП-Крылатское»; чемпионка мира 2018 года в составе женской сборной России, чемпионка Европы 2017 и 2019 годов. Заслуженный мастер спорта России (2018).

## Биография
Лиза стала инвалидом в 8 лет, когда её затянула под колёса поезда торчащая из вагона проволока. Девушке пришлось ампутировать ноги, однако Лиза предпочла занятиям рукоделием игру в волейбол. Также играла в баскетбол на колясках. Выступает за московскую команду «ЦСП-Крылатское», проживает в Балашихе. Восьмикратная чемпионка России.
В составе женской российской сборной выиграла чемпионаты Европы 2017 и 2019 годов, а также чемпионат мира 2018 года. Также является бронзовым призёром чемпионата мира 2014 года. За победу на чемпионате мира 2018 года удостоена звания Заслуженного мастера спорта России.
В 2017 году Елизавета стала жертвой мошенничества со стороны предпринимателя Валерия Перевозникова, главы Центра юридической поддержки и реабилитации, который ранее помогал семье получить протезы в 2014—2015 годах. Он убедил Елизавету взять кредит на сумму в 5 миллионов рублей для покупки новых бионических протезов, однако позже исчез, а девушка задолжала банку порядка 9,5 млн. рублей. В феврале 2019 года Перевозников был задержан: как оказалось, жертвами его махинаций стали 45 человек (на общую сумму около 200 млн. рублей), в том числе ещё одна волейболистка сидя Анна Годовицына.